# Taisei Kaneko
Taisei Kaneko (金子 大晟 Kaneko Taisei?, 14 de agosto de 1998, Kanagawa) es un futbolista japonés que se desempeña como delantero. Actualmente juega en el Sidney United, un club semiprofesional de Australia.

## Trayectoria

### Clubes
| Club          | País      | Año         |
| ------------- | --------- | ----------- |
| YSCC Yokohama | Japón     | 2017 - 2022 |
| Sidney United | Australia | 2022 -      |

## Estadística de carrera

### J. League
| Club          | Año   | J. League | J. League | Copa J. League | Copa J. League | Total | Total |
| Club          | Año   | Part.     | Goles     | Part.          | Goles          | Part. | Goles |
| ------------- | ----- | --------- | --------- | -------------- | -------------- | ----- | ----- |
| YSCC Yokohama | 2017  | 0         | 0         | -              | -              | 0     | 0     |
| YSCC Yokohama | 2018  | 4         | 0         | -              | -              | 4     | 0     |
| Total         | Total | 4         | 0         | 0              | 0              | 4     | 0     |